# BerEp4

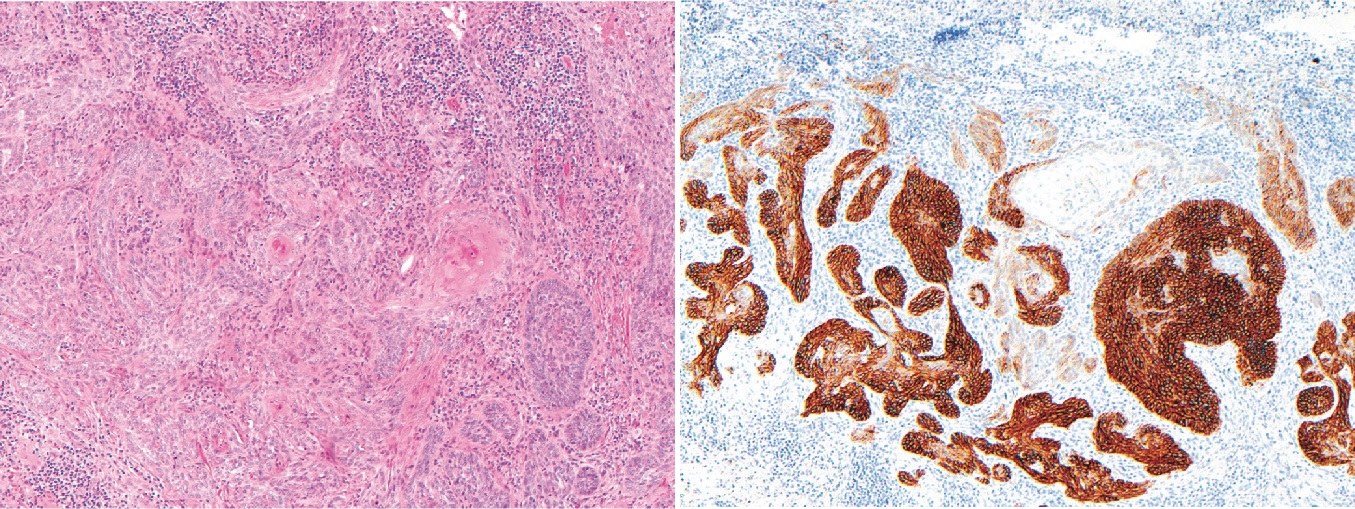

BerEp4 هيَ صَبغة نسيجية تُستخدم للمساعدة في تشخيص سرطان الخلايا القاعدية.